# Bartomeu Crespí Cladera
Bartomeu Crespí Cladera Pixedis. (Sa pobla 1885, Palma 1964) Jornaler agrícola, glosador, poeta, comediògraf i barber.

## Biografia
Bartomeu Crespí Cladera Pixedis nat a Sa Pobla dia 15 d'abril de 1885 fill de Martí Crespí Soler Zero i de Prexedis Cladera Cantallops Pollera és el quart de set germans.
La seva mare va morir quan ell tenia cinc anys, d'ella va heretar, segons deia, la vena poètica.
Prest va manifestar les seves qualitats poètiques; ell recordava que poc temps després de la mort de la mare el seu pare el duia amb ell al marjal on treballava com a jornaler, veient el fill com el pare estava de cansat i suat li va dedicar llur primera quarteta referida al cansament.
Molt jove va començar a treballar com a jornaler agrícola fent diverses tasques. Recordava que només va poder anar a escola nocturna tres mesos on va aprendre a llegir i escriure en castellà.
Ben prest va començar a practicar el glosat compatint amb tots els glosadors del seu temps.
Durant algun temps va formar part d'una agrupació d'aficionats al teatre.
Va deixar el glosat perquè creia que el perjudicava més que el beneficiava.
El 7 de maig de 1910 es va casar a Palma amb Pereta Riera Sbert, als pocs mesos marxaren a Sa Pobla on obriren un bar.
Al cap de pocs anys i a causa de la mort als tres anys de la primera filla, deixaren Sa Pobla i s'instal·laren a Palma on va fer diferents treballs. Passats uns anys va muntar una barberia que va mantenir fins que es va jubilar.
L'any 1924 va fundar la confraria de penitents de Nuestra Señora de la Esperanza  més coneguda actualment per la confraria del March.
Durant la guerra civil es va decantar pel bàndol colpista i l'any 1939 va escriure en mallorquí una oda a la rebel·lió militar i al seu cabdill amb el nom d'Una petita memòria feta en el gran moviment i que no va poder editar perquè va ser censurada, ja que no estava escrita en castellà.
El seu amor a l'illa i al seu poble està expressat repetidament. Tenia una gran facilitat per expressar-se i improvisar en vers sobre els temes mes diversos.

## Obra poètica
L'obra d'en Tomeu Crespi és molt extensa i molta no ha estat editada i en part s'ha perdut.
Abasta des d'obra per ser representada: 

### Comèdia, drama rural, monòlegs, diàlegs sempre en vers
- Comèdia o drama:

Primer l'amor que l'herència (1918), S'Arrepentida 1917, No queda maldat sens paga 1931, Mala madastra 1918. La seva primera obra teatral data de 1904, no té títol i només hi ha dos manuscrits dels quals només un d'ells és complet no ha estat editat ni representat. De l'obra Primer l'amor que l'herència la de més èxit popular, es varen fer més de mil representacions arreu de Mallorca.
- Diàlegs: Sa criada rabiosa i es soldat casat, Els pobres no poden viure (es conflicte d'es tabac), En Pau de ses sis al·lotes, De l'amor una besada i jo guard el desengany, Societat de gatons i molts altres.
- Monòlegs: Per que som nat?, Aplec de gatons (mal viatge qui s'engata), Desditxes d'un desditxat (Odissea d'un venedor ambulant)

Obra per ser llegida.
- Té una gran producció editada per ell a petits quaderns que anomenava plaguetes i distribuïa per diferents punts: quioscs, bars i altres i que fan referència a temes molt diversos: fets populars, accidents, assassinats, desgràcies, celebracions, festivitats; altres que li demanaven institucions o persones: naixements, defuncions, casaments o altres fets rellevants.
- Altra producció generalment no editada té com a tema fets familiars: celebracions, malalties, morts, naixements, felicitacions, viatges, etc.